# Trasloelevatore
Trasloelevatore [in inglese: stacker crane (STC) o automated storage and retrieval system machine AS/RS machine] è un particolare robot a tre assi utilizzato in ogni magazzino intensivo o magazzino automatico, con altezze superiori ai 12 metri (abitualmente si va da un minimo di 6 metri ad un massimo di 46 metri). È composto da: 

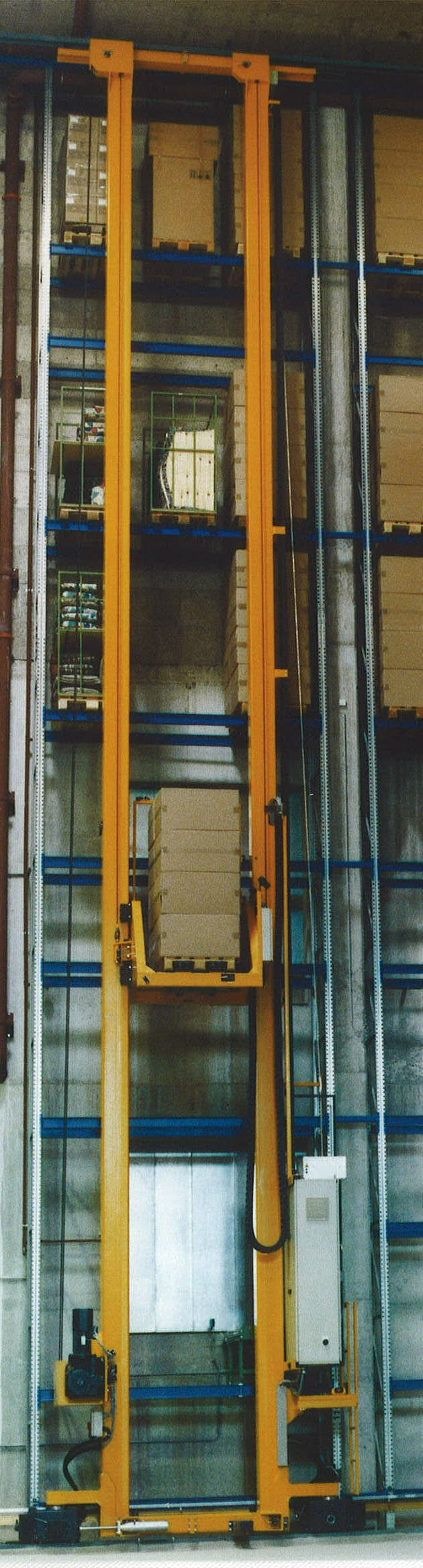
Trasloelevatore con forcole telescopiche per euro-pallet.

- telaio mobile, in gergo viene chiamato culla, che si muove lungo una colonna verticale (spesso ci sono due colonne per portate superiori ai 2000 kg) che trasla lungo il corridoio delimitato da due scaffalature;
- tale colonna è ancorata ad una trave inferiore, detta carro di base, che si muove su due ruote portanti, una motrice ed una condotta, scorrevoli sopra una rotaia;
- all'estremo superiore ci sono delle ruote di contrasto che mantegono il traslatore verticale facendolo scorrere lungo un profilato d'acciaio, detto rotaia superiore;
- il telaio mobile scorre lungo la colonna grazie a catene, funi o cinghie, vi sono anche rari esempi in cui il sollevamento è fatto tramite accoppiamento pignone/cremagliera.

La rotaia può variare dai 20 m ai 200 m di lunghezza.

I trasloelevatori solitamente hanno l'elettronica di controllo a bordo anche se vi sono esempi in cui il quadro di controllo e governo è posto a terra. Questo capita o per macchine molto leggere (p. es. magazzini automatici per farmacia) oppure nei casi in cui è meglio tenere la parte elettrica ed elettronica fuori dal magazzino (p. es. ambienti ATEX o con temperature estreme) 

## Tipologie
I trasloelevatori possono essere:
- monocolonna
- bicolonna

Inoltre possono essere multicorridoio, ovvero, il trasloelevatore può passare da un corridoio all'altro tramite un ponte di trasbordo oppure tramite sistemi di scambio nelle rotaie (traslo sterzanti) 
Possono avere il sollevamento:
- a fune
- a cinghia
- a catena

Strutturalmente si differenziano in funzione dell'unità di carico che devono trasportare, sia per quanto riguarda il peso che le dimensioni.
I trasloelevatori adibiti alla movimentazione di merci leggere vengono chiamati miniloader.

## Caratteristiche tecniche
Sia trasloelevatori pallet che miniload (trasloelevatori per scatole o cassette di plastica) possono essere a singola, doppia profondità ed in alcuni casi anche in tripla o quadrupla profondità. Con profondità si intende il numero di scatole o cartoni disposti uno dietro l'altro. Con profondità uguali o superiori a 2 si aumenta la capacità di stoccaggio a scapito del flusso. Tale diminuzione di flusso è dovuto alla riubicazione, presente solo in profondità superiore ad 1. La riubicazione consiste nel dover spostare delle scatole per poter prelevare materiale che si trova dietro di esse. Tali movimenti aumentano i tempi di lavoro del trasloelevatore diminuendone le prestazioni e quindi il flusso.
Generalmente le prestazioni sono in funzione delle unità di carico movimentate.
Per i miniloads, si hanno velocità di traslazione comprese tra i 4 m/s e i 6 m/s con accelerazioni massime di 2 m/s², mentre sul sollevamento si può arrivare a 2 m/s. Trasportano da 1 a 4 cassette per volta, con carichi di circa 50 kg/cassetta.
Per i traslo pesanti (da 1.000 kg a 5.000 kg di portata), la velocità di traslazione varia da 2 m/s fino a 4,2 m/s con accelerazioni fino a 0,5 m/s² con velocità di sollevamento che al massimo arrivano a 1 m/s, ma più spesso si attestano intorno a 0,5 m/s. Trasportano 1 o 2 unità di carico (spesso pallet di tipo euro1) per volta. Le unità di carico possono anche essere di dimensioni personalizzate.

## Attrezzi di presa
Gli attrezzi di presa (in inglese Load Handling Device) sono le apparecchiature poste a bordo della culla che sono in grado di depositare e prelevare le unità di carico (UdC) dallo scaffale. 
Queste attrezzature caratterizzano in maniera specifica il trasloelevatore e il magazzino automatico in cui è inserito
Forcola telescopica in semplice profondità. Si tratta di un sistema telescopico bilaterale, che esce a destra e a sinistra, in grado di andare sotto all'UdC e prelevarla. Si compone di un corpo fisso e due sfilamenti. 
Forcola telescopica in duplice profondità. Si tratta di un sistema telescopico bilaterale, che esce a destra e a sinistra, in grado di andare sotto all'UdC e prelevarla. Si compone di un corpo fisso e tre sfilamenti. Questo attrezzo opera su scaffalature che permettono avere un pallet dietro a quello che si affaccia al corridoio. Ovviamente il pallet dietro (in seconda profondità) può essere movimentato solo se la prima profondità è libera (è un modo di stoccare LIFO). 
Forcola telescopica in triplice profondità. Si tratta di un sistema telescopico bilaterale, che esce a destra e a sinistra, in grado di andare sotto all'UdC e prelevarla. Si compone di un corpo fisso e quattro sfilamenti. Simile alla duplice profondità in cui i pallet invece di 2 sono 3 uno dietro all'altro. 
Satellite (detto anche shuttle). Si tratta di un carrello in grado di operare su canali a profondità multiple, tramite apposite guide montate nei vani dello scaffale il satellite sbarca dal traslo ed entra nel canale di stoccaggio. In questo caso si possono avere magazzini con densità di stoccaggio molto elevate ma con performance ridotte rispetto agli impianti a forcole. I satelliti possono essere a cavo (ormai obsoleti) o a batteria (i più moderni usano supercapacitori)
Carton loader. Si tratta di un attrezzo specifico per i cartoni o le scatole di plastica. La sua caratteristica è quella di depositare e prelevare le UdC per trascinamento. In sostanza si tratta di due mani che abbracciano la scatola e mediante apposite dita mobili la tirano o la spingono. In questi casi lo scaffale deve essere del tipo a piano continuo.